# 学習図鑑
学習図鑑（がくしゅうずかん）とは、子ども向けの図鑑である。主として小学生、もしくは中学生の学習の手助けを念頭において、まず知識への興味と、多様な知識の世界に導くための教材として考えられた図鑑。大項目主義で、特に自然の生き物、地理、歴史、理科、英語、あるいは特に環境、恐竜などの分野、テーマにわたって、1巻ものから、数巻にわたるものまでさまざまなものがある。類似のもので、「子ども百科」という呼び方をするものがある。図鑑は、主として写真、イラスト、図解で見て学ぶことが中心で、理科、社会などの教科の知識分野が多く、子ども百科は、広く一般に知識分野のほぼ全般にわたっている。
学習図鑑は、一般的には半分以上がカラーページで、対象となるものが写真やイラストで互いに比較できるように並べて掲載されており、また風景写真や用語解説なども含まれる。通常は単巻ではなく、植物、昆虫、動物、鳥、魚貝といった分類群別にシリーズで刊行される。もともとは学校教科書の副読本として発展してきたといい、主に小学校低学年を読者対象としてきたが、近年では年齢層も内容もより幅広いものとなっている。

## 歴史
1658年に刊行されたコメニウスの『世界図絵』は、ギムナジウムのラテン語学習用に作られた世界初の絵入りの言語入門教科書で、今日の視覚教材の先駆となった。日本でも1688年に絵入りの『庭訓往来図讃』が、また明治初年に国語教授のための教材である『単語図』が刊行されている。
日本の児童向けの百科事典としては玉川学園出版部から1932年（昭和7年）に刊行された『児童百科大辞典』（全30巻）が最初のものとされる。
「学習図鑑」という名前がいつから使われ始めたかははっきりしないが、1947年（昭和22年）6月発行の『少国民学習図鑑』（東雲堂）や、1949年（昭和24年）6月発行の『昆虫学習図鑑』（東洋図書）などが古い例にあたる。しかしそれらは文章の間に挿絵がはいっている形式のものであり、現代のデザインにつながる学習図鑑としては1949年12月刊行の『学習理科図鑑 生物篇』（保育社）が挙げられる。
保育社からは続いて『学習昆虫図鑑』『学習植物図鑑』『鳥類魚貝図鑑』などが刊行された。1956年（昭和31年）には小学館から『学習図鑑シリーズ』として「植物の図鑑」「昆虫の図鑑」「魚貝の図鑑」「鳥類の図鑑」の4冊が同時に発売されている。以後、現在の形に近い学習図鑑は、講談社、保育社、小学館、学研など多くの出版社から刊行された。
しかし1980年代後半から1990年代にかけて図鑑の売り上げは低迷し、市場は次第に学研と小学館の2社に集約されていった。学研が1999年に新しい図鑑を創刊すると、小学館は対抗して2002年（平成14年）に新しく『小学館の図鑑NEO』を創刊した。2009年（平成21年）に刊行された『小学館の図鑑NEO+くらべる図鑑』はシリーズ累計120万部の大ヒットとなり、その後の図鑑ブームのきっかけとなった。
2011年（平成23年）に講談社が業界初となるDVD付きの学習図鑑『講談社の動く図鑑 MOVE』で再参入すると、学研と小学館も追随して2014年からDVD付きの図鑑にシフトした。
2009年には80万部だった図鑑の推定発行部数は2013年には149万部となり、50万冊を超えなかった1990年代に比べると市場規模はおよそ3倍となった。2017年（平成29年）からは女優の芦田愛菜が『小学館の図鑑NEO』のCMキャラクターに起用された。2021年（令和3年）にはKADOKAWAが新規参入した。

## 学習図鑑の例
日本国内で近年に刊行されているものには以下のようなものがある。
- 『ニューワイド学研の図鑑』（学研、1999年創刊）[14]
- 『小学館の図鑑NEO』（小学館、2002年創刊）[14]
- 『フレーベル館の図鑑ナチュラ』（フレーベル館、2004年創刊）
- 『ジュニア学研の図鑑』（学研、2007年創刊）[15]
- 『講談社の動く図鑑 MOVE』（講談社、2011年創刊）[14]
- 『ポプラディア大図鑑 WONDA』（ポプラ社、2012年創刊）[16]
- 『学研の図鑑LIVE』（学研、2014年創刊）[14]
- 『角川の集める図鑑GET!』（KADOKAWA、2021年創刊）[17]